# Titularbistum Surista
Surista ist ein Titularbistum der römisch-katholischen Kirche. 
Es geht zurück auf ein früheres Bistum in der spätantiken  römischen Provinz Mauretania Sitifensis im heutigen nördlichen Algerien.
| Titularbischöfe von Surista |                              |                                               |                   |                    |
| Nr.                         | Name                         | Amt                                           | von               | bis                |
| 1                           | Oscar Zanera                 | Weihbischof in Rom (Italien und Vatikanstadt) | 11. Februar 1966  | 19. Dezember 1980  |
| 2                           | Daniel Leo Ryan              | Weihbischof in Joliet in Illinois (USA)       | 14. August 1981   | 22. November 1983  |
| 3                           | William Edwin Franklin       | Weihbischof in Dubuque (USA)                  | 29. Januar 1987   | 12. November 1993  |
| 4                           | Stanislaw Schyrokoradjuk OFM | Weihbischof in Schytomyr (Ukraine)            | 26. November 1994 | 12. April 2014     |
| 5                           | Krzysztof Włodarczyk         | Weihbischof in Koszalin-Kołobrzeg (Polen)     | 7. Mai 2016       | 21. September 2021 |
| 6                           | Radosław Orchowicz           | Weihbischof in Gniezno (Polen)                | 26. Januar 2022   |                    |